# Coprinellus disseminatus
Coprinus disseminatus · Coprin grégaire, Coprin disséminé
Espèce
Synonymes
- Agaricus disseminatus Pers.[2]
- Coprinarius disseminatus (Pers.) P. Kumm.[2]
- Coprinus disseminatus (Pers. : Fr.) SF Gray[2]
- Psathyrella disseminata (Pers.) Quél.[2]
- Pseudocoprinus disseminatus (Pers.) Kühner[2]

Coprinellus disseminatus, le Coprin grégaire ou Coprin disséminé, est une espèce de champignons basidiomycètes du genre Coprinellus et de la famille des Psathyrellaceae.

## Habitat et spécificité
Les coprins sont des champignons saprophytes fort communs vivant sur les sols fumés ou les bois en décomposition dont le chapeau et les lames pâles au début noircissent assez rapidement par déliquescence en se transformant ainsi en une espèce de liquide semblable à de l'encre de Chine, et qui contient les spores du champignon, qui se propagent ainsi dans le sol, il se développe en groupes de nombreux individus. Sa durée de vie est brève : au delà de 24 heures, les carpophores se dégradent.

## Description
Chapeau : de 7 à 15 mm, semi ovoïde puis rapidement en cloche, plissé et finement velouté, de couleur crème à fauve clair puis devenant grisâtre, il se rencontre du début de l'été et jusqu'à la fin de l'automne
Lames: délicates, de couleur blanche puis devenant grisâtres et enfin noires.
Pied: fin et long, creux et fragile, de couleur blanche à blanchâtre voire gris clair sans anneau.
Spore(s): Brun-clair / Orange 
Biotopes: souches, branches mortes et aux abords immédiats de ceux-ci, dans les bois de feuillus comme de conifères, zones ombragées.

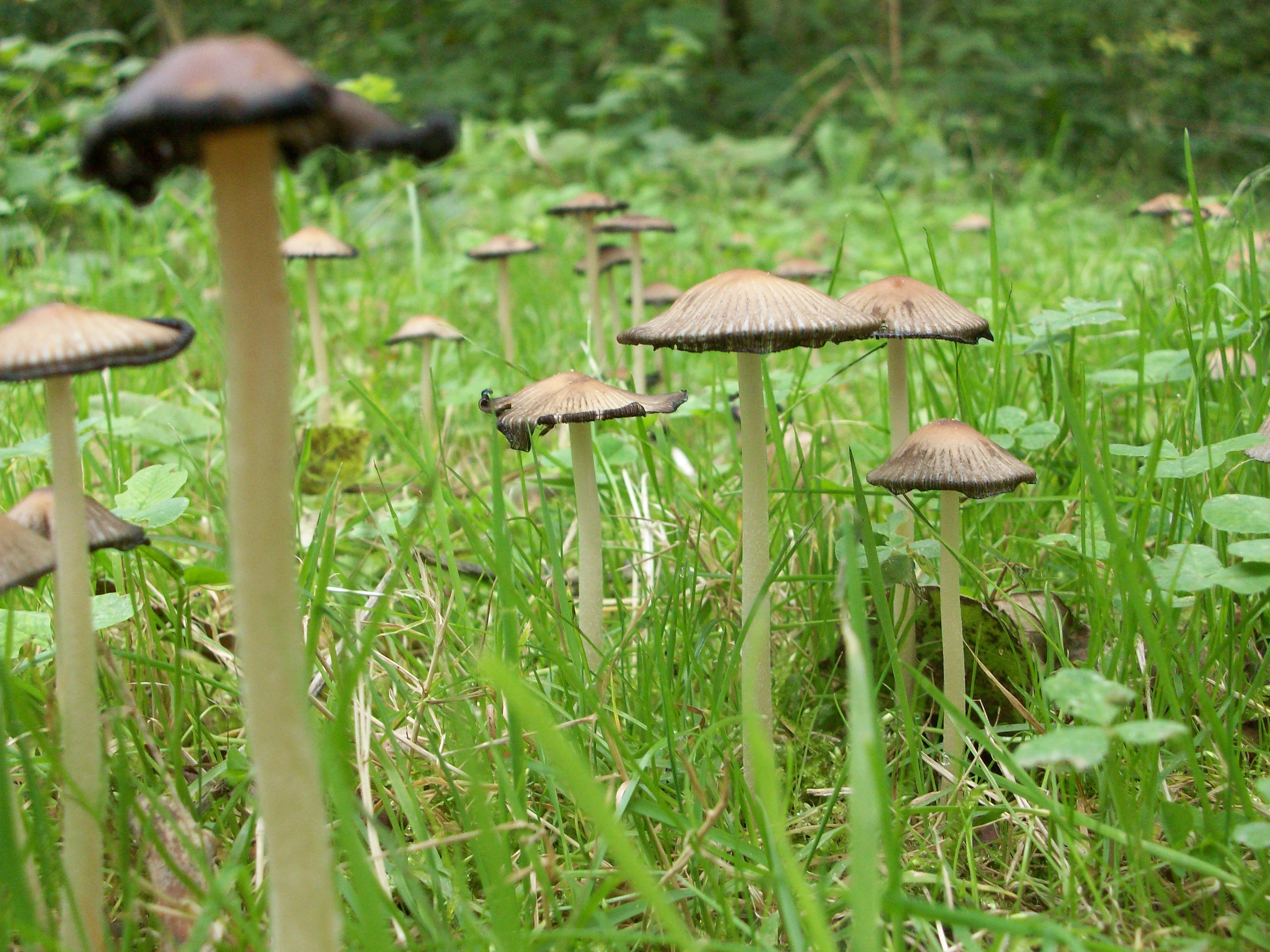
Sujet vieillissant
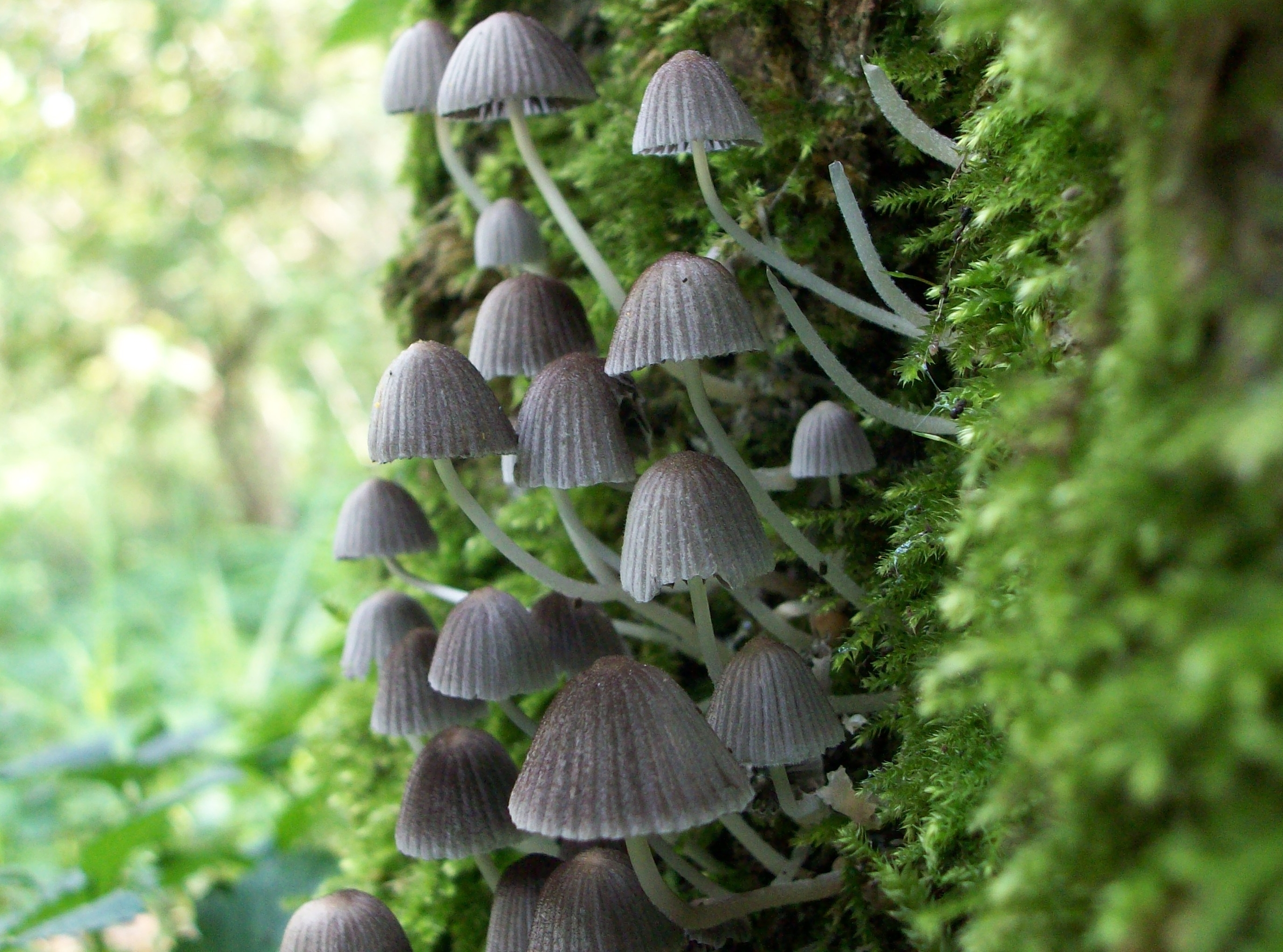
Ici sur une souche

## Confusions
Possible avec la Psathyrelle pygmée dont le pied est toutefois plus court.

## Synonymes
Cette espèce a plusieurs synonymes : 
- Agaricus disseminatus Pers.[2]
- Coprinarius disseminatus (Pers.) P. Kumm.[2]
- Coprinus disseminatus (Pers. : Fr.) SF Gray[2]
- Psathyrella disseminata (Pers.) Quél.[2]
- Pseudocoprinus disseminatus (Pers.) Kühner[2]